# Limonium cordatum
Limonium cordé, Statice à feuilles cordées, Statice cordé
Espèce
Classification phylogénétique
Limonium cordatum, le Limonium cordé, Statice à feuilles cordées ou Statice cordé, est une espèce de plantes de la famille des Plumbaginaceae et du genre Limonium.

## Description
Limonium cordatum est une plante aux poils blanchâtres qui atteint une hauteur de 18 à 25 cm. Les feuilles mesurent 15 à 30 mm de long, 2 à 6 mm de large et sont linéaires-spatulées.
Les inflorescences sont ombellifères avec des branches dressées à érigées étalées s'élevant à angles aigus. Les épis mesurent jusqu'à 1 cm de long et portent jusqu'à sept épillets partiels, qui à leur tour se composent d'une seule fleur. Les bractées ont un bord étroit et translucide. Les bractées internes mesurent environ 3,5 mm de long et sont couvertes de poils duveteux. Les bractées externes chevauchent les bractées internes d'environ 1/5. Le calice mesure environ 4,5 mm de long et dépasse d'environ 1,5 mm au-delà des bractées. Les lobes du calice sont pointus, l'ourlet du calice mesure environ 2/3 de la longueur du tube du calice.

## Répartition
L'espèce est présente dans l'ouest de l'Italie et le sud-est de la France et pousse sur les falaises côtières calcaires.

## Parasitologie
La fruit a pour parasite Coleophora millierella. La feuille a pour parasites Lobesia indusiana et Agdistis meridionalis.

## Dénominations
Ce taxon porte en français les noms vernaculaires ou normalisés suivants : Limonium cordé,, Statice à feuilles cordées, Statice cordé, Statice pubescente.

## Systématique
Le nom correct complet (avec auteur) de ce taxon est Limonium cordatum (L.) Mill..
L'espèce a été initialement classée dans le genre Statice sous le basionyme Statice cordata L..
Limonium cordatum a pour synonymes, :
- Limonium pubescens (DC.) P.Fourn.
- Statice cordata L.
- Statice obtusa Dum.Cours.
- Statice pubescens DC.
- Taxanthema cordatum (L.) Sweet